# Campionatul Regatului Unit
Campionatul Regatului Unit este un turneu profesionist de snooker, considerat al doilea ca prestigiu după Campionatul Mondial. Această competiție s-a desfășurat prima dată în 1977 sub numele de Campionatul de Snooker al Regatului Unit, la care participau numai britanici. Patsy Fagan a câștigat, învingându-l pe Doug Mountjoy cu 12-9 si câștigând £2000. Regulile s-au schimbat în 1984 pentru a permite tuturor jucătorilor profesioniști să participle și a primit statutul de turneu pe puncte.
Turneul a avut diferiți sponsori de-a lungul timpului. Este unul din turneele televizate de BBC și este organizat la sfârșitul fiecărui an. Premiile pentru anul 2005 au fost de £500.000, câștigătorului revenindu-i £70.000. În 2022, fodul de câștiguri a fost de 1.009.000 de lire sterline, campionul primind 250.000 de lire.
Ronnie O'Sullivan deține recordul de cele mai multe trofee câștigate, opt la număr, fiind urmat de Steve Davis cu șase titluri și Stephen Hendry cu cinci. O'Sullivan este cel mai tânăr câștigător al turneului, primul titlu fiind obținut la 17 ani, și cel mai vârstnic, al optulea titlu fiind câștigat la 47 de ani.

## Câștigători
| An                                 | Câștigător                         | Finalist                           | Scor                               | Sezon                              |
| fără puncte în clasamentul mondial | fără puncte în clasamentul mondial | fără puncte în clasamentul mondial | fără puncte în clasamentul mondial | fără puncte în clasamentul mondial |
| ---------------------------------- | ---------------------------------- | ---------------------------------- | ---------------------------------- | ---------------------------------- |
| 1977                               | Patsy Fagan                        | Doug Mountjoy                      | 12 - 9                             | 1977/78                            |
| 1978                               | Doug Mountjoy                      | David Taylor                       | 15 - 9                             | 1978/79                            |
| 1979                               | John Virgo                         | Terry Griffiths                    | 14 - 13                            | 1979/80                            |
| 1980                               | Steve Davis                        | Alex Higgins                       | 16 - 6                             | 1980/81                            |
| 1981                               | Steve Davis                        | Terry Griffiths                    | 16 - 3                             | 1981/82                            |
| 1982                               | Terry Griffiths                    | Alex Higgins                       | 16 - 15                            | 1982/83                            |
| 1983                               | Alex Higgins                       | Steve Davis                        | 16 - 15                            | 1983/84                            |
| cu puncte în clasamentul mondial   |                                    |                                    |                                    |                                    |
| 1984                               | Steve Davis                        | Alex Higgins                       | 16 - 8                             | 1984/85                            |
| 1985                               | Steve Davis                        | Willie Thorne                      | 16 - 14                            | 1985/86                            |
| 1986                               | Steve Davis                        | Neal Foulds                        | 16 - 7                             | 1986/87                            |
| 1987                               | Steve Davis                        | Jimmy White                        | 16 - 14                            | 1987/88                            |
| 1988                               | Doug Mountjoy                      | Stephen Hendry                     | 16 - 12                            | 1988/89                            |
| 1989                               | Stephen Hendry                     | Steve Davis                        | 16 - 12                            | 1989/90                            |
| 1990                               | Stephen Hendry                     | Steve Davis                        | 16 - 15                            | 1990/91                            |
| 1991                               | John Parrott                       | Jimmy White                        | 16 - 13                            | 1991/92                            |
| 1992                               | Jimmy White                        | John Parrott                       | 16 - 9                             | 1992/93                            |
| 1993                               | Ronnie O'Sullivan                  | Stephen Hendry                     | 10 - 6                             | 1993/94                            |
| 1994                               | Stephen Hendry                     | Ken Doherty                        | 10 - 5                             | 1994/95                            |
| 1995                               | Stephen Hendry                     | Peter Ebdon                        | 10 - 3                             | 1995/96                            |
| 1996                               | Stephen Hendry                     | John Higgins                       | 10 - 9                             | 1996/97                            |
| 1997                               | Ronnie O'Sullivan                  | Stephen Hendry                     | 10 - 6                             | 1997/98                            |
| 1998                               | John Higgins                       | Matthew Stevens                    | 10 - 6                             | 1998/99                            |
| 1999                               | Mark Williams                      | Matthew Stevens                    | 10 - 8                             | 1999/00                            |
| 2000                               | John Higgins                       | Mark Williams                      | 10 - 4                             | 2000/01                            |
| 2001                               | Ronnie O'Sullivan                  | Ken Doherty                        | 10 - 1                             | 2001/02                            |
| 2002                               | Mark Williams                      | Ken Doherty                        | 10 - 9                             | 2002/03                            |
| 2003                               | Matthew Stevens                    | Stephen Hendry                     | 10 - 8                             | 2003/04                            |
| 2004                               | Stephen Maguire                    | David Gray                         | 10 - 1                             | 2004/05                            |
| 2005                               | Ding Junhui                        | Steve Davis                        | 10 - 6                             | 2005/06                            |
| 2006                               | Peter Ebdon                        | Stephen Hendry                     | 10 - 6                             | 2006/07                            |
| 2007                               | Ronnie O'Sullivan                  | Stephen Maguire                    | 10 - 2                             | 2007/08                            |
| 2008                               | Shaun Murphy                       | Marco Fu                           | 10–9                               | [2008/09                           |
| 2009                               | Ding Junhui                        | John Higgins                       | 10–8                               | 2009/10                            |
| 2010                               | John Higgins                       | Mark Williams                      | 10–9                               | 2010/11                            |
| 2011                               | Judd Trump (ENG)                   | Mark Allen (NIR)                   | 10–8                               | 2011/12                            |
| 2012                               | Mark Selby (ENG)                   | Shaun Murphy (ENG)                 | 10–6                               | 2012/13                            |
| 2013                               | Neil Robertson (AUS)               | Mark Selby (ENG)                   | 10–7                               | 2013/14                            |
| 2014                               | Ronnie O'Sullivan (ENG)            | Judd Trump (ENG)                   | 10–9                               | 2014/15                            |
| 2015                               | Neil Robertson (AUS)               | Liang Wenbo (CHN)                  | 10–5                               | 2015/16                            |
| 2016                               | Mark Selby (ENG)                   | Ronnie O'Sullivan (ENG)            | 10–7                               | 2016/17                            |
| 2017                               | Ronnie O'Sullivan (ENG)            | Shaun Murphy (ENG)                 | 10–5                               | 2017/18                            |
| 2018                               | Ronnie O'Sullivan (ENG)            | Mark Allen (NIR)                   | 10–6                               | 2018/19                            |
| 2019                               | Ding Junhui (CHN)                  | Stephen Maguire (SCO)              | 10–6                               | 2019/20                            |
| 2020                               | Neil Robertson (AUS)               | Judd Trump (ENG)                   | 10–9                               | 2020/21                            |
| 2021                               | Zhao Xintong (CHN)                 | Luca Brecel (BEL)                  | 10–5                               | 2021/22                            |
| 2022                               | Mark Allen (NIR)                   | Ding Junhui (CHN)                  | 10–7                               | 2022/23                            |
| 2023                               | Ronnie O'Sullivan (ENG)            | Ding Junhui (CHN)                  | 10–7                               | 2023/24                            |